# Léua
Léua és un municipi de la província de Moxico. Té una extensió de 2.899 km² i 30.747 habitants. Comprèn les comunes de Léua i Liangongo. Limita al nord amb el municipi de Camanongue, a l'est amb el municipi de Lumeje, al sud i oest amb el municipi de Moxico. Hi ha una estació del Caminho de Ferro de Benguela.